# Sant Jaume de Llierca (kommun)
Sant Jaume de Llierca är en kommun och ort i Spanien.   Den ligger i provinsen Província de Girona och regionen Katalonien, i den östra delen av landet, 600 km öster om huvudstaden Madrid. Antalet invånare är 757.